# Ángel Sertucha Ereñozaga
Ángel Sertucha Ereñozaga (Gatika, País Basc, 27 de gener de 1931 – Mungia, 6 d'abril de 2019) fou un futbolista basc, que jugava com a defensa. A Catalunya va destacar la seva participació al Centre d'Esports Sabadell.

## Trajectòria
Va començar la seva carrera amb l'Osasuna, amb els quals va debutar a Primera Divisió durant la temporada 1956-1957. En finalitzar aquella temporada seria traspassat l'Athletic Club, on jugaria 4 temporades més ocupant la posició de defensa, fins que va tornar a l'equip navarrés la temporada 1961-1962. Més endavant fou transferit al Centre d'Esports Sabadell, on acabaria la seva carrera com a professional el 1968.